# Oh Se-hun
Oh Se-hun (hangul: 오세훈; hanja: 吳世勳; chinês tradicional: 吳世勛, pinyin: Wú Shìxūn; (Coreia do Sul, 12 de abril de 1994), mais frequentemente creditado na carreira musical apenas como Sehun (em coreano:  세훈), é um ator, rapper, compositor e dançarino sul-coreano. Foi apresentado como membro do grupo EXO em janeiro de 2012, estreando oficialmente em abril do mesmo ano com o EP MAMA, e desde então o grupo passou a dominar a cena musical sul-coreana, com sucessos como "Growl" de 2013, "Love Me Right" de 2015 e "Love Shot" de 2018, configurando-os como um ato dominante em grande parte da Ásia, e um dos principais representantes da onda Coreana mundialmente, sendo nomeado como "a maior boy band do mundo" e os "reis do K-pop" pela mídia. Em 2019 estreou na subunidade Exo-SC, juntamente com Chanyeol.
Iniciou sua carreira como ator em 2015 na websérie Exo Next Door. Após isso estrelou vários dramas de televisão como, Secret Queen Makers (2018) e Dokgo Rewind (2018). Além de seus trabalhos na música e atuação, Sehun, também é conhecido por suas doações a centros de cuidados infantis, trabalho voluntário, e colaborações com a UNICEF.

## Vida e carreira

### 1994–2018: Primeiros anos e início de carreira com Exo
Sehun nasceu em Jungnang-gu, Seul, Coreia do Sul em 12 de abril de 1994. Foi descoberto por um agente de talentos, quando tinha apenas 12 anos de idade, e entrou na SM Entertainment após passar no SM Casting System em 2008, tendo feito quatro audições em dois anos.
Foi apresentado como membro do grupo EXO em 10 de janeiro de 2012. O primeiro single do grupo, "What Is Love", foi lançado em 30 de janeiro. O lançamento do segundo single, intitulado "History", ocorreu em 9 de março do mesmo ano. O grupo realizou um showcase de pré-estreia no Estádio Olímpico de Seul, em 31 de março, cem dias após o primeiro trailer de sua estreia em 21 de dezembro de 2011. O showcase foi realizado para cerca de 3 000 fãs de 8 000 candidatos selecionados para assistir suas performances. O grupo realizou uma conferência de imprensa e mostrou suas performances no Grande Salão da Universidade de Economia e Negócios Internacionais em Pequim, China em 1 de abril de 2012. Poucos dias depois o grupo lançou seu primeiro extended play, Mama. A versão coreana do EP alcançou o número um no ranking da CorEia do Sul Gaon Album Chart e no número oito na Billboard World Albums Chart. Ainda em abril, juntamente com Baekhyun, Chanyeol e Kai, apareceu no vídeo da música "Twinkle" do Girls' Generation-TTS. Em 17 de agosto de 2012, se apresentou com sua companheira de gravadora, BoA no Music Bank como dançarino na canção "Only One", após Yunho, Eunhyuk e Taemin. Ainda em 2012, o EXO foi premiado como Melhor Novo Grupo Asiático no Mnet Asian Music Awards e o Newcomer Award no Golden Disc Awards, mostrando a popularidade do grupo.

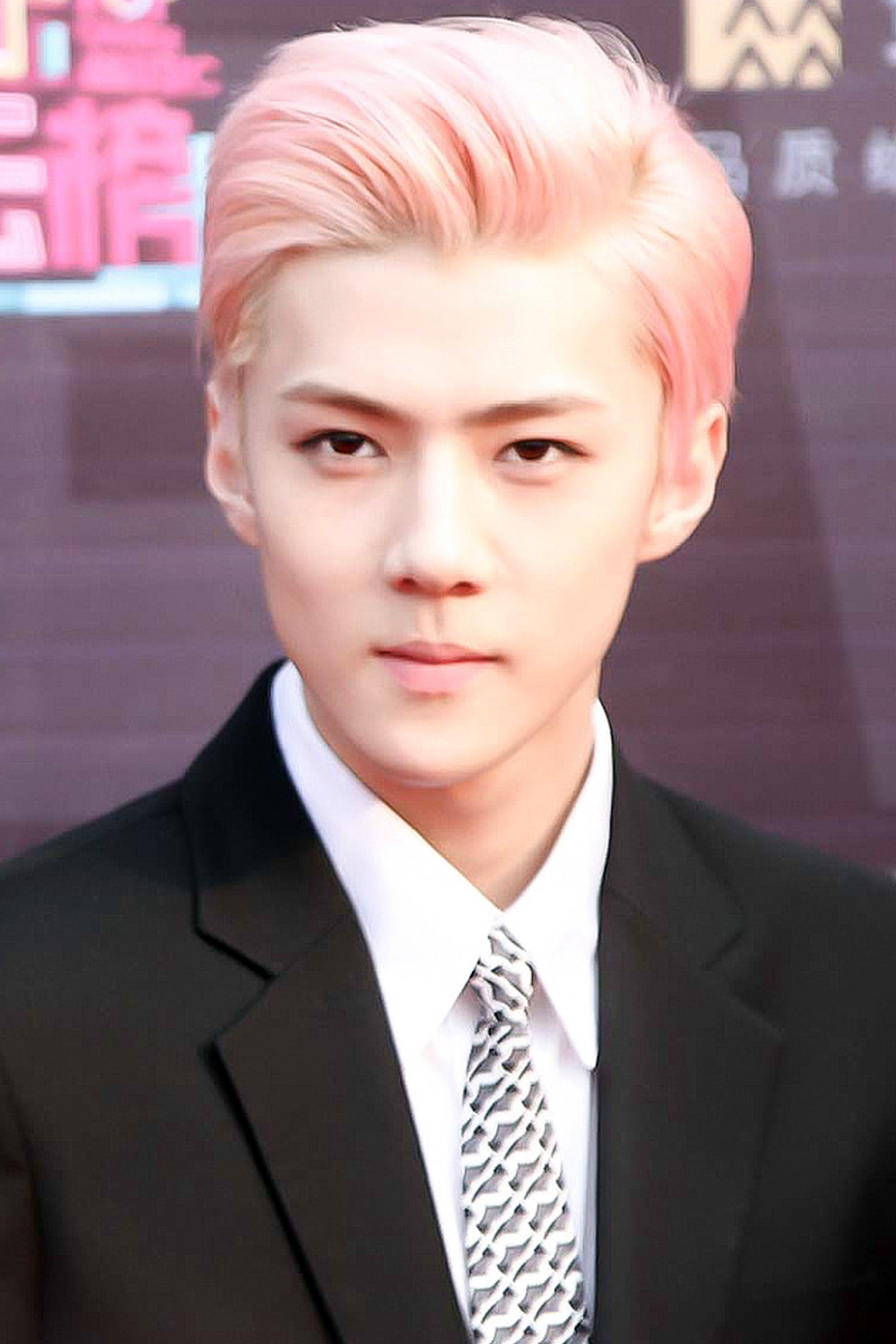
Oh no tapete vermelho do 13th Top Chinese Music Awards. (abril de 2013)

O primeiro álbum de estúdio do grupo, XOXO, foi lançado em 3 de junho de 2013, em duas versões: uma em coreano e outra em mandarim. Uma versão reeditada do álbum, intitulada Growl, foi lançada em 5 de agosto de 2013, acompanhada do hit single "Growl" que alcançou o número três na Billboard K-Pop Hot 100 e no número dois no Gaon Digital Chart. Todas as versões de XOXO venderam coletivamente mais de um milhão de cópias, tornando o Exo os primeiros artistas sul-coreanos a atingir esse marco em 12 anos. Após seus lançamentos em 2013, o Exo ganhou o Canção do Ano no Melon Music Awards por "Growl", um Disc Daesang no Golden Disc Awards e álbum do ano no Mnet Asian Music Awards por XOXO, e um Daesang no Seoul Music Awards. Em julho de 2013, estrelou o segundo episódio da sitcom Royal Villa, juntamente com Chanyeol. Em agosto de 2014, estrelou o remake do vídeo musical de "Yo!" feito para o EXO 90:2014.
O Exo lançou seu segundo álbum de estúdio Exodus em 30 de março de 2015, nas versões coreana e mandarim. As pré-vendas domésticas para o álbum ultrapassaram 500 mil cópias em 24 horas, estabelecendo um novo recorde para encomendas. O vídeo musical da versão coreana do lead single, "Call Me Baby", mais tarde se tornou o videoclipe de K-pop mais assistido do primeiro semestre de 2015. O álbum vendeu mais de um milhão de cópias, tornando-se o segundo álbum do Exo a conquistar essa marca, depois de XOXO. Exodus ganhou o Álbum do Ano no Mnet Asian Music Awards de 2015, dando ao Exo sua terceira vitória consecutiva. Ainda em março, apareceu no vídeo musical da canção "Can You Feel It?" do Donghae & Eunhyuk.
Em abril 2015, estrelou ao lado dos outros membros do Exo a websérie Exo Next Door, também estrelada pela atriz Moon Ga-young. A série foi ao ar pelo Naver TV Cast de 9 de abril a 28 de maio de 2015 em 16 episódios. Exo Next Door se tornou uma das séries da web mais populares na Coreia, com 50 milhões de visualizações; isso levou a CJ E&M a reeditá-la em uma versão cinematográfica, que foi vendida a compradores estrangeiros no 68º Festival de Cannes. Em maio de 2015, apareceu no vídeo musical da canção "Who Are You" da cantora BoA. O Exo lançou uma versão reeditada do álbum Exodus, intitulada Love Me Right, em 3 de junho de 2015. Esta edição adicionou quatro novas músicas, incluindo o lead single de mesmo nome. A faixa-título liderou o Gaon Digital Chart da Coreia do Sul, tornando-se o segundo número 1 nacional do Exo, e alcançou o número 3 na parada World Digital Songs da Billboard. Em novembro de 2015, o Exo fez sua estreia oficial no mercado japonês com o single Love Me Right ~romantic universe~, contendo a versão japonesa de "Love Me Right" e a música original em japonês "Drop That". No dia de seu lançamento, o álbum vendeu 147 mil cópias e alcançou o topo da parada da Oricon, tornando-se o single de estreia mais vendido de todos os tempos no Japão por um artista coreano.

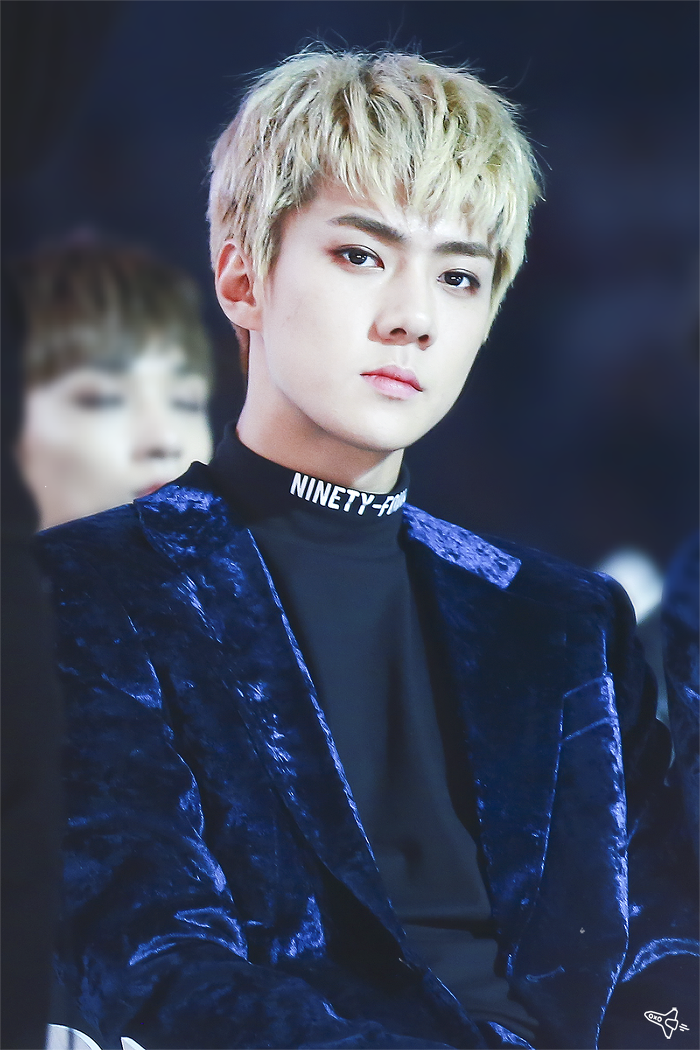
Oh durante o 8th Melon Music Awards. (novembro de 2016)

O terceiro álbum de estúdio do Exo, Ex'Act, e seus singles, "Lucky One" e "Monster", foram lançados em 9 de junho de 2016, nas versões coreana e mandarim. O álbum quebrou o recorde de maior número de vendas em sua primeira semana para um álbum coreano, anteriormente estabelecido pelo quarto EP do grupo, Sing for You (2015). Em 18 de agosto de 2016, foi lançada uma edição reeditada do álbum do álbum, intitulada Lotto; com quatro novas músicas, incluindo a de mesmo nome. "Lotto" tornou-se o segundo single número um de Exo no World Digital Songs Chart da Billboard, e alcançou o número dois no Gaon Digital Chart. As versões coreana e mandarim da edição reeditada alcançaram o número um e dois no Gaon Album Chart, respectivamente.
O quarto álbum de estúdio de Exo The War foi lançado em 18 de julho de 2017. O álbum vendeu mais de 807 mil em pré-vendas, superando o recorde do próprio grupo de 660 mil cópias para Ex'Act (2016). O lead single "Ko Ko Bop" estreou no número um no Melon Digital Chart, tornando o Exo o primeiro grupo de K-pop a entrar no número um depois que as mudanças no gráfico foram implementadas em 27 de fevereiro de 2017. Após o lançamento, o álbum registrou as maiores vendas da primeira semana de qualquer álbum de K-pop. O álbum estreou no número 87 da Billboard 200, número um na parada mundial de álbuns da Billboard e em muitas outras paradas ao redor do mundo. Em 5 de setembro, o grupo lançou a edição reeditada de The War, intitulada The War: The Power of Music, com a adição de três novas músicas à tracklist, incluindo o single "Power". Ainda em setembro de 2017, foi confirmado como membro do elenco fixo no show de variedades da Netflix Busted!. A primeira temporada composta por 10 episódios, estreou com dois episódios em 4 de maio de 2018. Busted! é o primeiro programa original da Netflix a mostrar um elenco totalmente coreano. Durante uma coletiva de imprensa, o produtor Cho Hyo-jin mencionou que o objetivo da Netflix era criar um show de sucesso para a Coreia do Sul, que pode ser "consumido no cenário global". O programa mistura linhas com e sem script. Enquanto isso, em 31 de janeiro, o Exo lançou seu primeiro álbum de estúdio em japonês Countdown. O álbum estreou no número um na parada semanal da Oricon, vendendo aproximadamente 89 mil cópias. Essa conquista fez do Exo a primeira banda não japonesa, cujo single e álbum de estúdio alcançaram o número um no ranking semanal da Oricon. Dez dias após seu lançamento, em 9 de fevereiro, Countdown foi certificado como Disco de Ouro pela Associação da Indústria de Gravação do Japão.

### 2018–presente: Trabalhos na atuação e Exo-SC
Em fevereiro de 2018, foi escalado para o papel principal do drama Dokgo Rewind, interpretando os gêmeos Kang Hyuk, um lutador, e Kang Hoo, um tímido estudante modelo. Dokgo Rewind estreou em 7 de setembro de 2018, contando também com Kang Mi-na, Jo Byung-gyu e Ahn Bo-hyun no elenco. Em junho de 2018, estrelou o web drama Secret Queen Makers, produzido pela Lotte Duty Free. "Secret Queen Makers" mostra uma mulher que passa por uma transformação de beleza graças à ajuda de seis homens misteriosos. O elenco inclui Lee Joon-gi, Chansung, Leeteuk, Hwang Chi-yeul e Chanyeol. Em 14 de setembro lançou o single colaborativo "We Young", juntamente com Chanyeol, como parte do projeto Station X 0. O quinto álbum de estúdio do Exo – sexto no geral –, Don't Mess Up My Tempo, foi lançado em 2 de novembro de 2018. Don't Mess Up My Tempo contou com todos os nove membros do Exo - o primeiro lançamento do grupo a fazê-lo desde Lotto em 2016. O álbum recebeu 1 104 617 em pré-vendas, superando o recorde anterior do grupo. O álbum foi um sucesso comercial, vendendo quase 1 milhão e 200 mil cópias até 30 de novembro daquele ano, fazendo o Exo o título "quintuplicar milhões de vendedores" na mídia. Com o lançamento de Don't Mess Up My Tempo, o Exo se tornou o primeiro artista a superar 10 milhões de vendas totais de álbuns na Coreia do Sul. Love Shot foi lançado em 13 de dezembro de 2018, como uma versão reeditada de Don't Mess Up My Tempo. O single principal, também intitulado "Love Shot", tornou-se o terceiro número um do Exo no World Digital Songs da Billboard e ocupou o cargo por três semanas consecutivas.
Em fevereiro de 2019, apareceu como o "vendedor de laranja" nos episódios 7 e 8 do reality show da tvN Coffee Friends. No inicio de junho de 2019, foi confirmado que Sehun e Chanyeol estreariam como membros da segunda subunidade oficial do Exo, Exo-SC. O duo lançou seu primeiro extended play, intitulado What a Life, em 22 de julho, contendo seis faixas. O EP produzido por Gaeko e Devine Channel, teve todas as suas faixas co-escritas por Sehun e Chanyeol. What a Life estreou no número oito na parada de álbuns mundiais e no número dez na parada Heatseekers da Billboard, além de liderar o Gaon Album Chart. O sucesso do EP rendeu um Disc Bonsang para o duo além de uma indicação ao Disc Daesang no 34th Golden Disc Awards.
Em 8 de novembro de 2019, foi lançada a segunda temporada do programa Busted!, com Sehun no elenco principal. Assim como na primeira, essa temporada contou com dez episódios, mas dessa vez com todos os episódios lançados em um único dia. Os episódios da segunda temporada são mais curtos que a primeira porque "embora alguns dos telespectadores gostassem da duração do programa porque parecia assistir a um filme, outros disseram que os episódios eram muito longos", de acordo com o produtor Kim Dong-jin. Existem também vários convidados fixos que aparecem várias vezes durante a temporada e que desempenham um papel mais importante do que na primeira temporada. O sétimo álbum de estúdio do Exo, Obsession, foi lançado em 27 de novembro de 2019, marcando o primeiro lançamento do grupo com apenas seis membros. Obsession figurou em diversos gráficos ao redor do mundo, além de liderar o Gaon Album Chart, na Coreia do Sul, e o World Albums da Billboard, nos Estados Unidos. O álbum encerrou o ano de 2019 com mais de 760 mil cópias vendidas só na Coreia do Sul.
O primeiro álbum de estúdio da subunidade Exo-SC, 1 Billion Views, foi lançado em 13 de julho de 2020. O álbum estreou em número um no Gaon Album Chart, e foi a primeira entrada do duo entre os dez primeiros no Oricon Albums Chart, alcançando a décima posição em sua primeira semana. Para promover o álbum, "Telephone" foi lançado como um single de pré-lançamento, enquanto a faixa-título de mesmo nome serviu como o segundo single oficial. Este último foi um sucesso comercial no Gaon Digital Chart, rendendo à dupla sua primeira entrada no top 30 desde sua estreia.

#### Projetos futuros
Atuará como o protagonista masculino do filme sino-coreano Catman, interpretando Liang Qu. Sua confirmação no elenco foi anunciada em março de 2016. Também aparecerá como o protagonista masculino no web drama sino-coreano Dear Archimedes, onde foi confirmado no elenco em julho de 2016. Também atuará no filme The Pirates: Goblin Flag, sendo confirmado no elenco em junho de 2020.

## Endossos e moda
Sehun participou de muitos eventos de moda de marcas sofisticadas, incluindo Louis Vuitton, Dior e Ermenegildo Zegna.
Em 2017 e 2018, Sehun compareceu aos desfiles de moda da Louis Vuitton em Paris. Em 2018, Sehun fez uma sessão de fotos com a modelo Sara Grace Wallerstedt patrocinada pela Louis Vuitton para a revista Vogue Korea. Sehun se tornou a capa da edição especial do 22º aniversário da Vogue Korea em agosto de 2018, e se tornou a segunda celebridade masculina coreana depois de G-Dragon há ser capa solo da Vogue. A capa de Sehun se tornou a edição mais vendida da Vogue Korea desde sua primeira edição em 1996.
Em 19 de setembro de 2018, a marca italiana de roupas masculinas Ermenegildo Zegna anunciou que Sehun, ao lado do cantor e ator chinês William Chan, seriam os embaixadores da linha de roupas da marca XXX.

## Filantropia
Em janeiro de 2016, a UNICEF e Louis Vuitton fizeram uma parceria para a campanha "Fazer uma Promessa", com Sehun e Irene como modelos da capa de fevereiro da CeCi Magazine. Para esta campanha, 40 por cento do lucro da pulseira de prata da Louis Vuitton e o colar que Sehun e Irene usam na revista irá para a UNICEF para ajudar crianças carentes. Sehun disse: "Eu quero comprar guloseimas para as crianças e ajudá-las a não perder a esperança." Irene acrescentou: "Eu quero continuar participando de campanhas como 'Fazer uma Promessa' para ajudar as crianças".
Foi revelado, em 13 de fevereiro de 2020, que Sehun doou 20 milhões de won (aproximadamente 75 mil reais) à Seoul Mangu Elementary School, sua escola primária. Foi afixado um banner na escola para celebrar a doação, e dito que as doações foram usadas como bolsas aos estudantes exemplares numa cerimônia de graduação, no dia 10 de fevereiro de 2020. Sehun, também foi creditado com doações anteriores ao centro de cuidados infantis infanto-juvenil Eden I Vile e trabalho voluntário na instituição de bem-estar infantil Sun Duk Home.

## Vida pessoal
Graduou-se na Escola de Artes Dramáticas de Seul, em fevereiro de 2013.

## Filmografia
| Título                   | Ano  | Aparece como | Aparece como | Papel     | Notas                   |
| Título                   | Ano  | Ator         | Outro        | Papel     | Notas                   |
| ------------------------ | ---- | ------------ | ------------ | --------- | ----------------------- |
| SMTOWN The Stage         | 2015 | Não          | Yes          | Ele mesmo | Documentário da SM Town |
| Catman                   | TBA  | Yes          | Não          | Liang Qu  | Papel Principal         |
| The Pirates: Goblin Flag | TBA  | Yes          | Não          | Han-Goong | Papel Principal         |

| Título                 | Ano   | Aparece como | Aparece como | Papel               | Notas                                |
| Título                 | Ano   | Ator         | Outro        | Papel               | Notas                                |
| ---------------------- | ----- | ------------ | ------------ | ------------------- | ------------------------------------ |
| To the Beautiful You   | 2012  | Não          | Yes          | Ele mesmo           | Cameo (Ep. 2)                        |
| Welcome to Royal Villa | 2013  | Não          | Yes          | Ele mesmo           | Cameo (Ep. 2)                        |
| EXO Next Door          | 2015  | Yes          | Não          | Sehun               | Regular; Papel fictício de si mesmo. |
| Busted!                | 2018– | Não          | Yes          | Ele mesmo           | Regular                              |
| Secret Queen Makers    | 2018  | Yes          | Não          | Sehun               | Principal (Ep. 6-7)                  |
| Dokgo Rewind           | 2018  | Yes          | Não          | Kang HyukKang Hoo   | Papel Principal                      |
| Coffee Friends         | 2019  | Yes          | Não          | Vendedor de laranja | Recorrente (Ep. 7–8)                 |
| Dear Archimedes        | TBA   | Yes          | Não          | Yan Su              | Papel Principal                      |

| Título         | Ano  | Aparece como | Aparece como | Papel     | Notas   |
| Título         | Ano  | Ator         | Outro        | Papel     | Notas   |
| -------------- | ---- | ------------ | ------------ | --------- | ------- |
| The Visible SM | 2016 | Não          | Yes          | Ele mesmo | Ep. 1–4 |

| Canção             | Ano  | Artista               | Notas                         |
| ------------------ | ---- | --------------------- | ----------------------------- |
| "Twinkle"          | 2012 | Girls' Generation-TTS |                               |
| "Yo!"              | 2014 | Shinhwa               | Remake feito para EXO 90:2014 |
| "Can You Feel It?" | 2015 | Super Junior-D&E      |                               |
| "Who Are You"      | 2015 | BoA                   |                               |

## Discografia

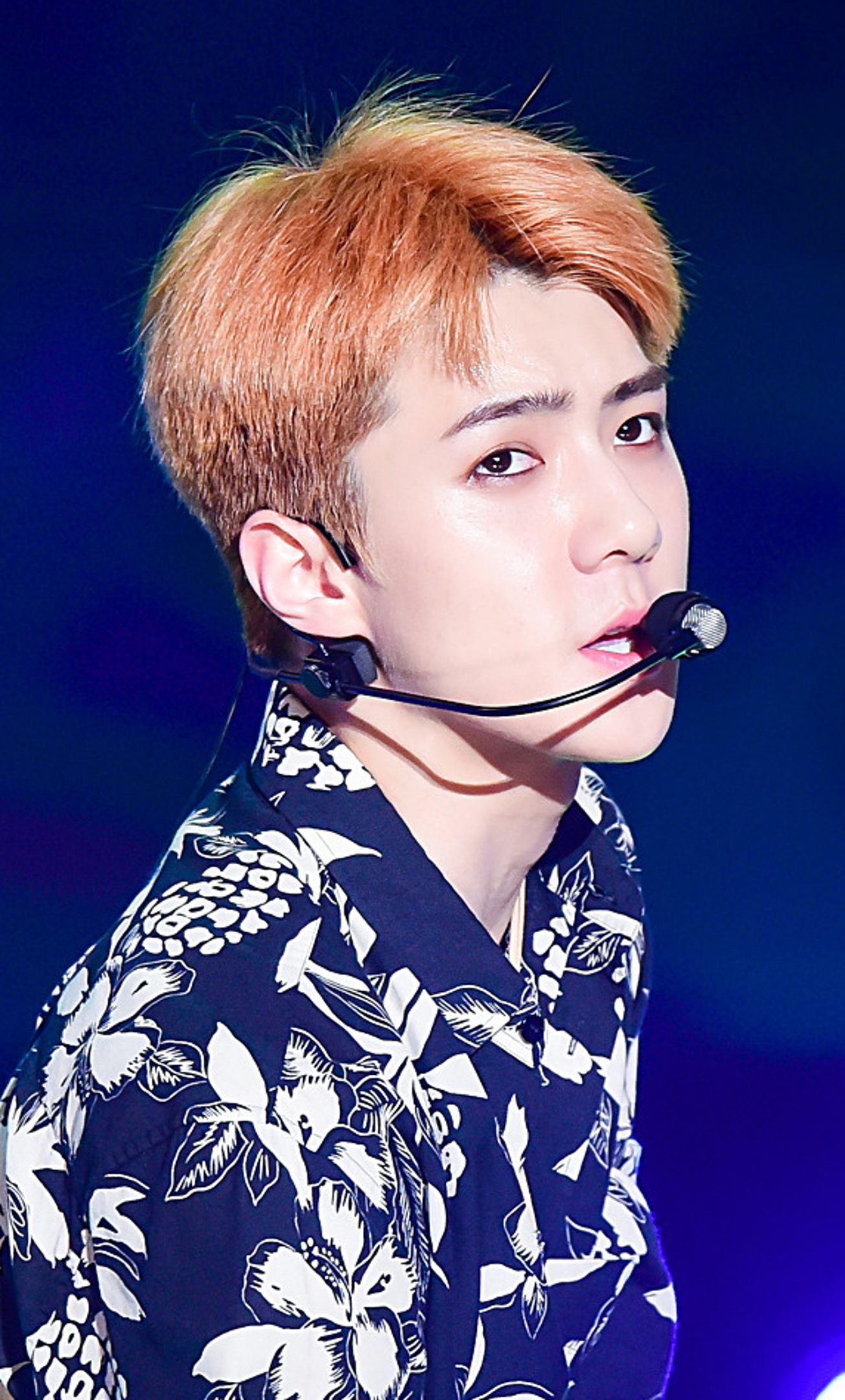
Oh se apresentando no Show! Music Core. (julho de 2017)

| Título                                                                                   | Ano                    | Melhores posições nas paradas | Melhores posições nas paradas | Melhores posições nas paradas | Álbum                              |
| Título                                                                                   | Ano                    | KOR                           | KOR Billboard                 | US World                      | Álbum                              |
| Como artista principal                                                                   | Como artista principal | Como artista principal        | Como artista principal        | Como artista principal        | Como artista principal             |
| ---------------------------------------------------------------------------------------- | ---------------------- | ----------------------------- | ----------------------------- | ----------------------------- | ---------------------------------- |
| "We Young" (com Chanyeol)                                                                | 2018                   | 72                            | 71                            | 3                             | Lançamento sem álbum               |
| Outras aparições                                                                         |                        |                               |                               |                               |                                    |
| "Beat Maker"                                                                             | 2014                   | —                             | —                             | —                             | Exology Chapter 1: The Lost Planet |
| "—" indica lançamentos que não figuraram nas paradas ou não foram lançados nessa região. |                        |                               |                               |                               |                                    |

### Composições
|  | Indica lançamento como single |

| Canção                        | Ano  | Álbum                | Artista(s)            | Letra     | Letra                                             | Música    | Música                                            |
| Canção                        | Ano  | Álbum                | Artista(s)            | Creditado | Com                                               | Creditado | Com                                               |
| ----------------------------- | ---- | -------------------- | --------------------- | --------- | ------------------------------------------------- | --------- | ------------------------------------------------- |
| "1 Billion Views" (10억뷰)    | 2020 | 1 Billion Views      | Exo-SC feat. Moon     | Sim       | Gaeko Boi B Loey                                  | Não       | —                                                 |
| "Borderline" (선)             | 2019 | What a Life          | Exo-SC                | Sim       | Gaeko Loey                                        | Não       | —                                                 |
| "Closer to You" (부르면 돼)   | 2019 | What a Life          | Exo-SC                | Sim       | Gaeko Hangzoo Loey                                | Não       | —                                                 |
| "Daydreamin'" (夢)            | 2019 | What a Life          | Exo-SC                | Sim       | Studio 519 (Loey, MQ, Jung Yong Jun, yunji)       | Sim       | Studio 519 (Loey, MQ, Jung Yong Jun, yunji)       |
| "Fly Away" (날개)             | 2020 | 1 Billion Views      | Exo-SC feat. Gaeko    | Sim       | Studio 519 (Loey, MQ, Jung Yong Jun, yunji) Gaeko | Sim       | Studio 519 (Loey, MQ, Jung Yong Jun, yunji) Gaeko |
| "Go"                          | 2019 | Lançamento sem álbum | Sehun                 | Sim       | —                                                 | Sim       | —                                                 |
| "Jet Lag" (시차적응)          | 2020 | 1 Billion Views      | Exo-SC                | Sim       | Gaeko Hangzoo Loey                                | Não       | —                                                 |
| "Just Us 2" (있어 희미하게)   | 2019 | What a Life          | Exo-SC feat. Gaeko    | Sim       | Gaeko Loey                                        | Não       | —                                                 |
| "On Me"                       | 2020 | 1 Billion Views      | Exo-SC (Sehun solo)   | Sim       | Studio 519 (Loey, MQ, Jung Yong Jun, yunji) Gaeko | Sim       | Studio 519 (Loey, MQ, Jung Yong Jun, yunji) Gaeko |
| "Rodeo Station" (로데오역)    | 2020 | 1 Billion Views      | Exo-SC                | Sim       | Gaeko Hangzoo Loey                                | Não       | —                                                 |
| "Roller Coaster" (롤러코스터) | 2019 | What a Life          | Exo-SC                | Sim       | Studio 519 (Loey, MQ, Jung Yong Jun, yunji) Gaeko | Sim       | Studio 519 (Loey, MQ, Jung Yong Jun, yunji)       |
| "Say It"                      | 2020 | 1 Billion Views      | Exo-SC feat. Penomeco | Sim       | Gaeko THAMA Loey Penomeco                         | Não       | —                                                 |
| "Telephone" (척)              | 2020 | 1 Billion Views      | Exo-SC feat. 10cm     | Sim       | Studio 519 (Loey, MQ, Jung Yong Jun, yunji) Gaeko | Sim       | Studio 519 (Loey, MQ, Jung Yong Jun, yunji) Gaeko |
| "What a Life"                 | 2019 | What a Life          | Exo-SC                | Sim       | Gaeko, Loey                                       | Não       | —                                                 |

## Prêmios e indicações
Em fevereiro de 2016, Sehun recebeu o prêmio "Weibo Star Award", eleito pelos usuários do site de rede social chinesa Sina Weibo no Gaon Chart K-Pop Awards.
| Ano  | Prêmio                      | Categoria                                           | Trabalho nomeado | Resultado | Ref.    |
| ---- | --------------------------- | --------------------------------------------------- | ---------------- | --------- | ------- |
| 2015 | 5th Gaon Chart K-Pop Awards | Weibo Star Award                                    | Ele mesmo        | Venceu    | [ 113 ] |
| 2016 | 6th Gaon Chart K-Pop Awards | Artist of Fans' Choice – Individual                 | Ele mesmo        | Venceu    | [ 114 ] |
| 2017 | 5th V Chart Awards          | Most Popular Artist Tonight                         | Ele mesmo        | Venceu    | [ 115 ] |
| 2017 | Fashionista Awards          | Global Icon                                         | Ele mesmo        | Venceu    | [ 116 ] |
| 2018 | 3rd Asia Artist Awards      | Best Actor                                          | Ele mesmo        | Venceu    | [ 117 ] |
| 2019 | Weibo Starlight Awards      | Overseas Male Artist Award                          | Ele mesmo        | Venceu    | [ 118 ] |
| 2019 | 14th Soompi Awards          | Best Idol Actor                                     | Dokgo Rewind     | Venceu    | [ 119 ] |
| 2019 | 4th Asia Artist Awards      | AAA x Dongnam Media & FPT Polytechnic Award (Actor) | Ele mesmo        | Venceu    | [ 120 ] |